# 페가수스자리 이오타
페가수스자리 이오타는 페가수스자리 방향에 있는 항성이다. 플램스티드 명명법에 의하면 페가수스자리 24로 읽으며, 헨리 드레이퍼 목록에 의하면 HD 210027의 명칭이 붙어 있다. 지구로부터의 거리는 약 40광년이다. 페가수스자리 이오타는 다중성계로 세 개 이상의 별이 중력으로 묶여 있는 상태이다.
페가수스자리 이오타 A는 황백색 주계열성으로 태양보다 좀 더 밝고 뜨겁다. 주성보다 좀 더 차갑고 어두운 페가수스자리 이오타 B는 10일 주기로 주성을 돌고 있으며, 태양과 같은 황색 왜성이지만 분광형은 G9V로 태양보다 표면 온도가 낮고 밝기도 약하다.

## 참고 문헌
- SIMBAD Query Results
- Binary values
- Binary values